# Erythrochiton
Erythrochiton es un género con 15 especies de plantas  perteneciente a la familia Rutaceae.

## Especies
- Erythrochiton brasiliensis
- Erythrochiton carinatus
- Erythrochiton delitescens
- Erythrochiton fallax
- Erythrochiton giganteus
- Erythrochiton gymnanthus
- Erythrochiton hypophyllanthus
- Erythrochiton incomparabilis
- Erythrochiton lindeni
- Erythrochiton macrophyllum
- Erythrochiton macropodum
- Erythrochiton odontoglossus
- Erythrochiton trichanthus
- Erythrochiton trifoliatum
- Erythrochiton wallichianum